# Дем'янівка (Генічеський район)
Дем'яні́вка — село в Україні, у Нижньосірогозькій селищній громаді Генічеського району Херсонської області. Населення становить 888 осіб.
Село тимчасово окуповане російськими військами 24 лютого 2022 року.

## Герб
У зеленому щиті червоний безант, облямований золотом і обтяжений золотим грифоном.

## Історія
Станом на 1886 рік в селі Нижньо-Сірогозької волості мешкало 560 осіб, налічувалось 74 двори.
Станом на 1945 рік колгоспи: ім. Чапаєва (голова — Колісник), Робітник, ім. Калініні (голова — Малишенко), ім. Ворошилова (Селіванов).
12 червня 2020 року, відповідно до розпорядження Кабінету Міністрів України № 726-р «Про визначення адміністративних центрів та затвердження територій територіальних громад Херсонської області», увійшло до складу Нижньосірогозької селищної громади.
19 липня 2020 року, в результаті адміністративно-територіальної реформи та ліквідації  Нижньосірогозького району увійшло до складу Генічеського району.

## Населення
Згідно з переписом УРСР 1989 року чисельність наявного населення села становила 1055 осіб, з яких 501 чоловік та 554 жінки.
За переписом населення України 2001 року в селі мешкали 883 особи.

### Мова
Розподіл населення за рідною мовою за даними перепису 2001 року:
| Мова       | Відсоток |
| ---------- | -------- |
| українська | 91,67 %  |
| російська  | 7,55 %   |
| молдовська | 0,68 %   |
| білоруська | 0,11 %   |

## Сьогодення
СГ ТОВ «Дем янівське». Ферм. госп. Аннушка, Спектр, Барсук, Прем єрське, Нива, Материнка, Дем янівська філія ДГ «Украгрохерсон». ТОВ «Укрюгагро».
Селянські гос. Славутич, Аврора, АВС. Веселка, Джерельце, Ключі, Піддубне, Троянда, Фортуна", Таврія.
Сільське комунальне підприємство «Берегіня» — 2 артезіанські свердловини.
Загальноосвітня школа І-ІІ ст. Будинок культури. Свято-Преображенська церква.
Біля села знаходиться зупинний пункт 66 км.

## Відомі люди
- Білоблоцький Микола Петрович — український політик і дипломат.